# カンピリオーネ＝フェニーレ
カンピリオーネ＝フェニーレ（伊: Campiglione-Fenile）は、イタリア共和国ピエモンテ州トリノ県にある、人口約1,300人の基礎自治体（コムーネ）。

## 地理

### 位置・広がり

#### 隣接コムーネ
隣接するコムーネは以下の通り。
- ビビアーナ
- ブリケラージオ
- カヴール